# Ségou (Togo)
Ségou est une petite ville du Togo située dans la préfecture de Bassar, dans la région de la Kara

## Géographie
Ségou est situé à environ 45 km de Bassar, chef lieu de la préfecture.

## Vie économique
- Marché paysan

## Lieux publics
- École primaire